# مركز ريروم نوفاروم
قام مركز ريروم نوفاروم، تايبيه، بزيادة عملياته في عام 1971 ولكنه عاد إلى الخدمات الاجتماعية اليسوعية في تايوان منذ الخمسينات. ويحاول المركز تلبية الاحتياجات الاجتماعية والقانونية الرئيسية للعمال المحليين والأجانب في منطقة تايبيه الكبرى، مع الاستجابة أيضا لحالات الطوارئ ولاحتياجات السكان الأصليين في شمال تايوان.

## تاريخ

### مركز الخدمة الاجتماعية
في الخمسينات قامت جمعية يسوع في تايوان بلصق الأبرشيات بين قبيلة أتايال في شمال وسط تايوان و اليسوعيين في المدن التي نادت بحقوق العمال و المعوقين. في الستينيات، تأسست اليسوعية الأميركية إي داود في سين شو مدرسة مهنية ومسكن للعمال الشباب. وقد تطور هذا العمل ليصبح مركز الخدمة الاجتماعية الكاثوليكي في سين شو.

### مركز ريروم نوفاروم
في عام 1971، استجاب جيسوت للتدفق المتزايد للعمال إلى تايبيه من خلال فتح مركز جمع المعلومات عن المشاكل التي تواجه العمال، والذي درب زعماء النقابات، والذي تولى مراقبة سياسات الحكومة في التعامل مع العمالة. تم تسمية المركز باسم رروم نوفاروم ("الأشياء الجديدة")، المنشور البابوي للبابا ليو الثالث عشر عام 1891 والذي كان الأول في سلسلة من الموسوعات الاجتماعية في الكنيسة الكاثوليكية.
وبحلول الثمانينات، كان مركز ريروم نوفاروم يقدم المشورة القانونية إلى جانب خدمات الصحة والسلامة للعمال، وكان ينشر كتابا عن قضايا العمال. وقد نمت هذه القضايا لتشمل الدعوة إلى حقوق العمال، والطاقة المضادة للطاقة النووية، والبيئة. وبحلول التسعينات، زاد عمل المركز في مساعدة العمال الاجانب وفي الاتجاه نحو الاصابات المهنية. ثم بعد زلزال جيجي عام 1999، زادت الخدمات نيابة عن المجتمعات الأصلية في مقاطعتي نانتو وسين شو.